# Dialeges
Dialeges is een kevergeslacht uit de familie van de boktorren (Cerambycidae). De wetenschappelijke naam van het geslacht werd voor het eerst geldig gepubliceerd in 1857 door Pascoe.

## Soorten
Dialeges omvat de volgende soorten:
- Dialeges antennarius Holzschuh, 2006
- Dialeges brunneus Aurivillius, 1926
- Dialeges densepilosus Gressitt & Rondon, 1970
- Dialeges egenus Pascoe, 1869
- Dialeges pauper Pascoe, 1857
- Dialeges pauperoides Holzschuh, 1984
- Dialeges scabricornis Schwarzer, 1929
- Dialeges sericeus Gressitt & Rondon, 1970
- Dialeges undulatus Gahan, 1891